# نادي دولفينز
دولفين هو نادي كرة قدم من بورت هاركورت، نيجيريا. تم تغيير اسم النادي في عام 2000 بعدما كان يسمى «إيغل سيمينت». يلعب الفريق في ملعب التحرير الذي يسع 25000 متفرج. وصل النادي إلى المباراة النهائية لكأس الاتحاد الكونفدرالي الأفريقي عام 2005، ولكنه خسر أمام نادي الجيش الملكي المغربي.

## بطولات الفريق
- الدوري النيجيري: 1997، 2004
- كأس نيجيريا: 2002، 2004